# 克劳斯·策尔塔
克劳斯·策尔塔（德語：Klaus Zerta，1946年11月25日—），德国男子赛艇运动员。他曾代表德国联队参加1960年夏季奥林匹克运动会赛艇比赛，获得男子双人单桨有舵手金牌。